# Scopula arcuaria
Scopula arcuaria är en fjärilsart som beskrevs av Jacob Hübner 1798. Scopula arcuaria ingår i släktet Scopula och familjen mätare. Inga underarter finns listade.